# Varpskär och Dussören
Varpskär och Dussören med Bläggarskär, Enklobb och Gillersklobb är en ö i Åland (Finland). Den ligger i Skärgårdshavet och i kommunen Brändö i landskapet Åland, i den sydvästra delen av landet. Ön ligger omkring 65 kilometer öster om Mariehamn och omkring 210 kilometer väster om Helsingfors.
Öns area är 37,1 hektar och dess största längd är 1 kilometer i sydöst-nordvästlig riktning. Ön höjer sig omkring 15 meter över havsytan.

## Delöar och uddar
- Varpskär 60°17′22″N 21°03′14″Ö / 60.28958°N 21.05387°Ö
- Dussören 60°17′15″N 21°03′19″Ö / 60.28742°N 21.05515°Ö
- Bläggarskär 60°17′28″N 21°02′45″Ö / 60.29112°N 21.04581°Ö
- Enklobb 60°17′22″N 21°02′30″Ö / 60.28953°N 21.04176°Ö
- Gillersklobb 60°17′17″N 21°02′51″Ö / 60.28809°N 21.04749°Ö